# Selim I
Yavuz Sultan Selim I ook Selim de Grimmige of Selim de Dappere (Amasya, 10 oktober 1470 – Adrianopel, 22 september 1520) was de negende sultan van het Ottomaanse Rijk. Zijn bijnaam yavuz (jawoez) betekent "gehard", "de barse", "sterk" en "mooi". In het Arabisch schrift is zijn naam: سليم الأول. Hij was een gelovige soennitische moslim.

## Jeugd en troonsbestijging
Selim bracht zijn jeugd door aan het hof van zijn grootvader Mehmet II. Na de dood van zijn grootvader vochten zijn vader Bayezid II en oom Cem een burgeroorlog om de troon. In de laatste jaren van de regering van zijn vader gebeurde hetzelfde tussen Selim en zijn oudere broer Ahmet. Selim leidde een opstand tegen zijn vader en broer in Thracië (1511), maar werd gedwongen naar de Krim te vluchten. Ahmet keerde zich nu tegen de sultan, waarop deze Selim te hulp riep. Selim keerde met zijn troepen terug naar Istanboel, waar hij met behulp van de janitsaren afrekende met zijn broer. Hierop deed Bayezid II troonsafstand ten gunste van Selim (1512). Om verdere familieproblemen te voorkomen, liet Selim daarop al zijn nog levende broers en neven ter dood brengen.

## Regering
Al even hard was hij als legeraanvoerder. Tijdens zijn regering verdriedubbelde het grondgebied van het Ottomaanse Rijk. In 1514 verklaarde hij de oorlog aan de Safawidische sjah Ismail I, om zo eventuele dreigingen vanuit het Oosten te voorkomen, immers het Safawidische Rijk was in enorme opkomst, en verkondigde het sjiisme. Selim de Eerste probeerde met deze oorlog ook alle moslims onder één bewind te krijgen. Selim overwon de Perzen en nam hun hoofdstad Tabriz in. Hij dwong de Perzen een grensverdrag te tekenen, waarbij ze veel gebied verloren. Het oosten van Anatolië was nu stevig in Turkse handen. Gedurende zijn tocht bleek zijn net benoemde Grootvizier Dukakinoğlu Ahmet Paşa een opstand van de janitsaren te hebben bewerkstelligd, waardoor hij ter dood werd veroordeeld.
Nu richtte Selim zich op de mammelukken in het zuiden. Tussen 1516 en 1517 veroverde hij de Levant en Egypte, dit betekende het einde van het sultanaat van de mammelukken. Ook Hidjaz met de heilige plaatsen Mekka en Medina viel in Ottomaanse handen. Selim liet de gevangengenomen laatste Abbaside kalief, Al-Mutawakkil III, naar Constantinopel brengen, waar deze de tekenen van het kalifaat, de mantel en het zwaard van de profeet Mohammed, aan hem moest overdragen. Selim was de eerste Ottomaanse sultan die zich kalief noemde, de sultans zouden dit tot de stichting van de republiek Turkije blijven doen.
Selim was in 1494 gehuwd met de op dat moment vijftien jaar oude Ayşe Hafsa Sultan.
In 1520, terwijl hij een militaire expeditie tegen Rodos aan het voorbereiden was, overleed hij plotseling aan miltvuur. Zijn zoon Süleyman I volgde hem op als sultan.